# Caproni Ca.5

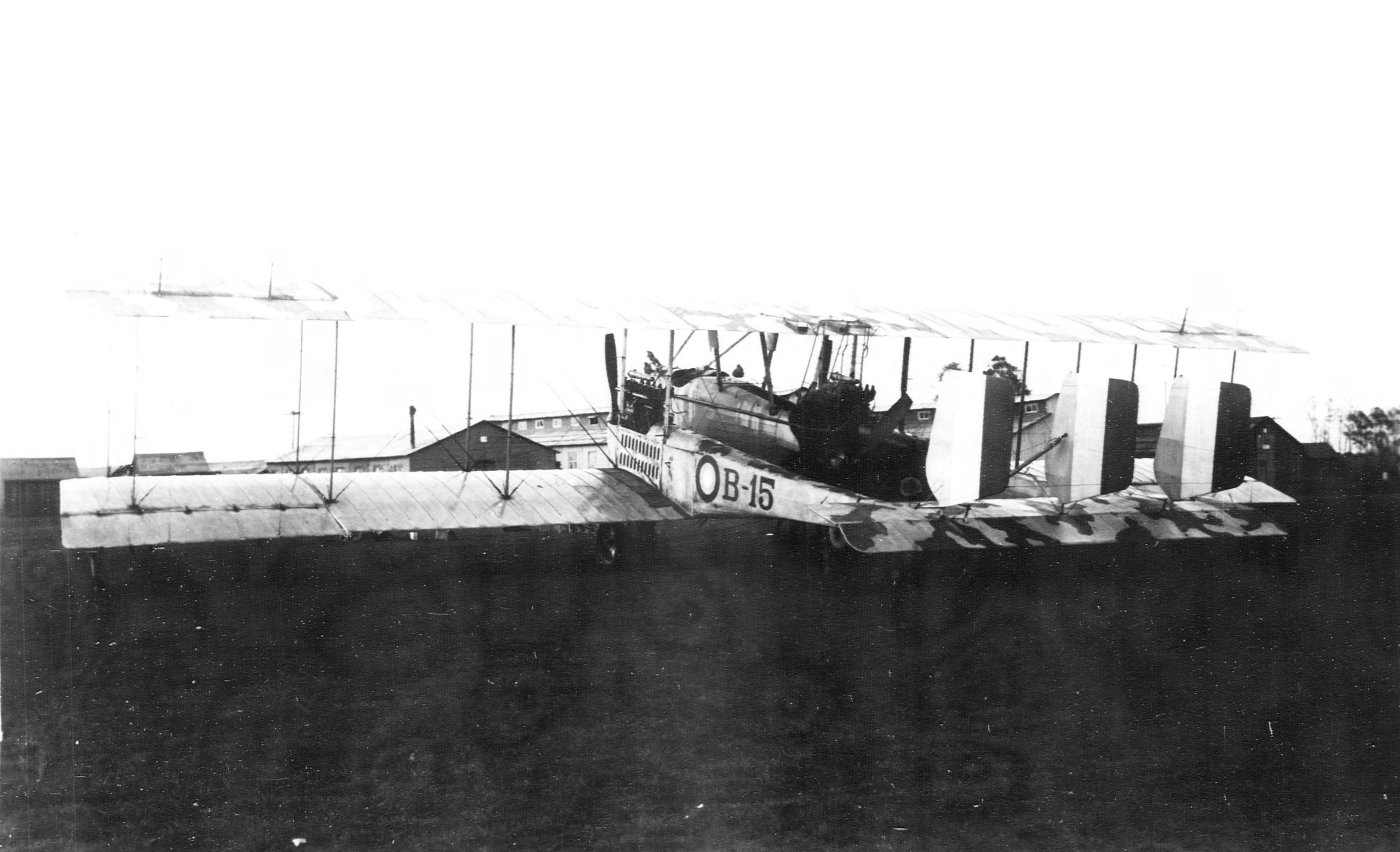
Blick auf den Mittelmotor und das Leitwerk

Die Caproni Ca.5 war ein viersitziger schwerer italienischer Bomber, das während des Ersten Weltkrieges entwickelt wurde. Es handelte sich um einen dreimotorigen Doppeldecker der aus Holz hergestellt war, und über ein nicht einziehbares Fahrwerk mit Hecksporn verfügte. Die gesamte Maschine war mit Stoff bespannt. Die Ca.5 war der Abschluss einer Entwicklung, die mit der Caproni Ca.1 begonnen hatte.

## Geschichte
Die Entwicklung der Ca.5 wurde begonnen, als sich zeigte, dass mit den Vorgängermustern keine militärisch relevante Wirkung mehr erzielt werden konnte. Caproni verstärkte deswegen die Motorleistung. Gegenüber der Caproni Ca.3 wurde die Zelle geändert und ein komplett neues Tragwerk entworfen. Der Erstflug der Ca.5 erfolgte im März 1917, der genaue Termin ist nicht überliefert.
Ursprünglich war eine gewaltige Massenfertigung dieses Typs vorgesehen. Es wurde ein Produktionsplan von 3650 Maschinen bei verschiedenen italienischen Fertigungsbetrieben ausgearbeitet und mit umfangreichen Erweiterungsarbeiten der bestehenden Betriebe begonnen. Die frühen Exemplare zeigten sich nicht so leistungsfähig und zuverlässig wie erwartet. Die Maschinen mit dem Reihensechszylinder Fiat A.12 konnten nicht überzeugen. Ausgelieferte Exemplare wurden nie im Einsatz verwendet. Der Motorwechsel zu Isotta Fraschini verbesserte die Lage etwas. Bis zum Ende des Ersten Weltkrieges wurden nur einige Dutzend Maschinen bei Caproni gefertigt. Es gab Bestrebungen, die Maschine in den USA in Lizenz zu fertigen, es wurden jedoch nur drei Maschinen dort gefertigt. Ähnliche Pläne für Frankreich scheiterten von vornherein.
Nach dem Krieg wurde versucht, aus dem Bomber einen zivilen Flugzeugtyp zu schaffen. Im August 1919 stürzte eine solche Maschine während eines Demonstrationsfluges ab, wobei 17 Menschen ums Leben kamen. Dies war der bis dahin folgenschwerste Unfall mit einem Flugzeug.
Trotz der Mängel blieb die Maschine – teilweise mit verbesserten Triebwerken – bis 1921 in Produktion und es wurden insgesamt 659 (drei Lizenz) Maschinen dieses Typs hergestellt.

## Varianten
- Ca.44 – Haupttyp, zunächst von drei Fiat A.12 zu je 202 PS angetrieben (Caproni 600 hp). Später wurde der verbesserte Fiat A.12bis verwendet und die Maschine erhielt die Bezeichnung Caproni 600/900 hp
- Ca.45 – Ausführung für die französischen Streitkräfte mit drei Isotta Fraschini V.6s mit je 253 PS (Bezeichnung Caproni 600/750 PS)
- Ca.46 – Spätere Variante mit drei 12-Zylinder-V-Motoren Liberty L-12, je 366 PS.
- Ca.47 – Seeflugzeugvariante (Bezeichnung auch I.Ca), zehn gefertigt
- Ca.50 – Variante als Ambulanzflugzeug
- Ca.57 – (auch Breda M-1) – war die Zivilvariante

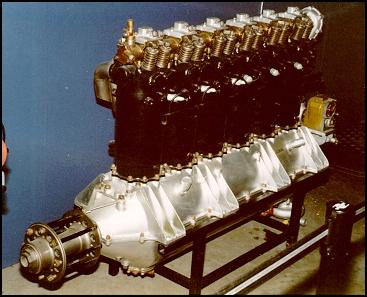
Fiat A.12
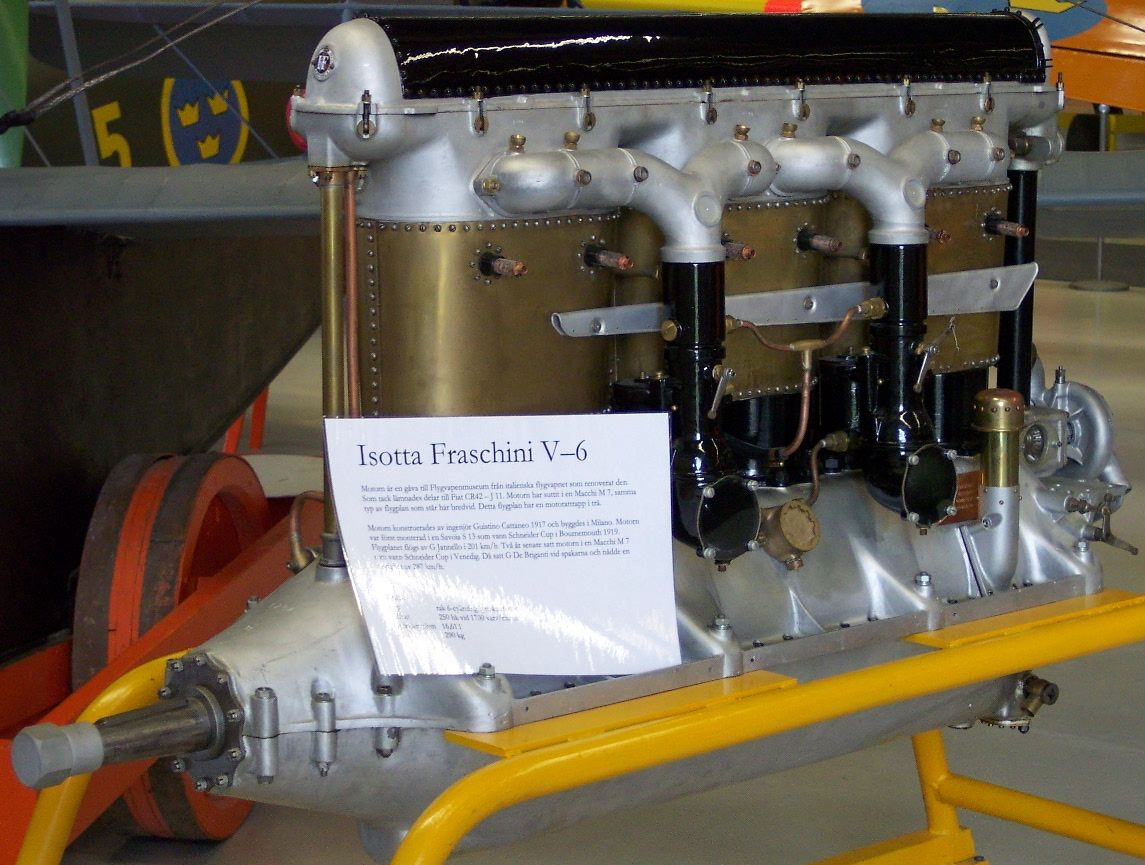
Isotta Fraschini V.6
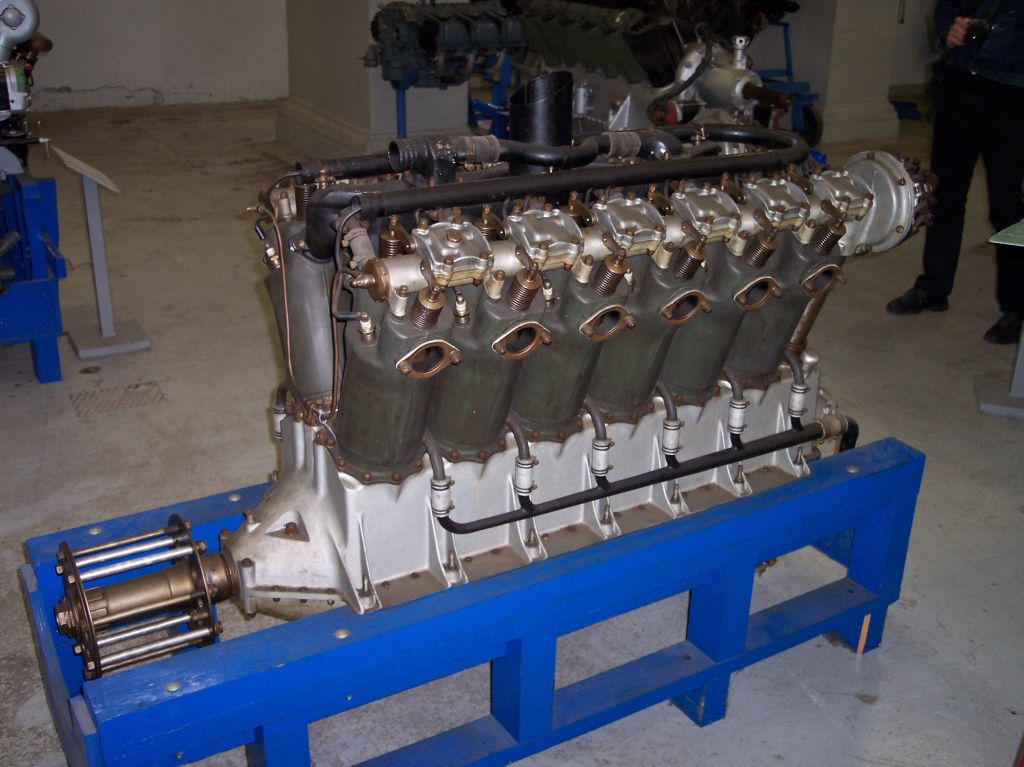
Liberty L-12

## Militärische Nutzung
Königreich Italien
- Corpo Aeronautico Militare/Regia Aeronautica

 Vereinigte Staaten
- US Navy

## Technische Daten
| Kenngröße             | Daten                                                         |
| --------------------- | ------------------------------------------------------------- |
| Besatzung             | 4                                                             |
| Länge                 | 12,60 m                                                       |
| Spannweite            | 23,42 m                                                       |
| Höhe                  | 4,41 m                                                        |
| Flügelfläche          | 150 m²                                                        |
| Leermasse             | 3300 kg                                                       |
| max. Startmasse       | 4600 kg                                                       |
| Höchstgeschwindigkeit | 150 km/h                                                      |
| Dienstgipfelhöhe      | 4600 m                                                        |
| Reichweite            | 600 km                                                        |
| Triebwerke            | 3 × 6-Zylinder-Reihenmotoren Fiat A.12 mit je 250 PS (184 kW) |
| Bewaffnung            | 2 bis 4 Revelli-MG 533 kg Bomben                              |